# Rachiplusia fumifera
Rachiplusia fumifera är en fjärilsart som beskrevs av Walker 1857. Rachiplusia fumifera ingår i släktet Rachiplusia och familjen nattflyn. Inga underarter finns listade.